# Xã Hegbert, Quận Swift, Minnesota
Xã Hegbert (tiếng Anh: Hegbert Township) là một xã thuộc quận Swift, tiểu bang Minnesota, Hoa Kỳ. Năm 2010, dân số của xã này là 93 người.